# Cercottes
Cercottes är en kommun i departementet Loiret i regionen Centre-Val de Loire strax norr Frankrikes mitt. Kommunen ligger i kantonen Artenay som tillhör arrondissementet Orléans. År 2022 hade Cercottes 1 477 invånare.

## Befolkningsutveckling
Antalet invånare i kommunen Cercottes
| Referens: INSEE |